# Frenštátské nářečí
Město Frenštát pod Radhoštěm leží v kotlině moravskoslezských Beskyd v okrese Nový Jičín v jižní části Moravskoslezského kraje.
Správní obvod obce s rozšířenou působností zahrnuje šest obcí (Bordovice, Lichnov, Frenštát pod Radhoštěm, Tichá, Trojanovice a Veřovice), z toho je právě Frenštát městem s pověřeným úřadem.  Všechny tyto obce společně s obcí Kunčice pod Ondřejníkem jsou součástí dobrovolného svazku obcí Mikroregionu Frenštátsko. Předmětem zájmů je oblast školství, zdravotnictví, sociální péče, požární ochrana, ochrana životního prostředí a další služby obyvatelům.
Frenštát pod Radhoštěm je především turistickým a sportovním centrem. Působí zde například Klub českých turistů nebo turistický spolek Podhorská jednota Radhošť, která pořádá v průměru 40 akcí ročně, jako běžecké či cyklistické závody, folklorní akce, podporuje ekologické aktivity apod. Nejčastějším cílem návštěvníků jsou přilehlé Pustevny se známou sochou boha slunce Radegasta a nejvyšší horou Moravskoslezských Beskyd Radhošť (1129 m n. m.), kde se nachází poutní místo s kaplí a sousoším Cyrila a Metoděje z roku 1896. Dalším atraktivním místem jsou Horečky – soubor malých kopců (malé hory = horečky). Ty byly v minulosti věhlasným rekreačním střediskem. Avšak postupem času komplexy budov zchátraly a dodnes čekají na rekonstrukci. Zrenovován byl v loňském roce 2012 amfiteátr, který slouží v letních měsících pro pořádání hudebních akcí. Nedaleko amfiteátru je známý velký a malý skokanský můstek, který je nyní zasvěcen skokanu Jiřímu Raškovi.

## Nářeční rozdělení na českém území
O vzniku nářečních rozdílů na území českého jazyka se dočteme v dialektologické literatuře České nářeční texty .
Většina dialektů má své počátky až v době historické. Základní nářeční členění vznikalo ve 14. – 16. století, i když významné počátky se jevily také na přelomu 12. a 13. století. Postupným vývoj se tak na českém území vydělily čtyři základní nářeční skupiny:
- nářečí česká v užším smyslu
- nářečí středomoravská (hanácká)
- nářečí východomoravská (moravskoslovenská)
- nářečí slezská (lašská)

Zvláštní skupinu tvoří také polsko-český smíšený pruh v oblasti východně od Ostravy mezi Bohumínem a Jablunkovem.

### Slezská nářečí
Slezská nářečí se dělí do podskupiny jižní (moravská), západní (opavská) a východní (ostravská). Dialekt Frešntátu náleží do podskupiny jižní.
Mezi typické znaky slezských nářečí patří např.:
a)	hláskoslovné znaky:
- pouze krátké vokály
- větší rozsah konsonantů ť, ď, ň; na většině území se hlásky ť, ď vyslovují asibilovaně, tj. c´/č, dz/ž (např. ťicho/c´icho)
- výskyt palatalizovaných sykavek s´,z´ (např. na voz´e, hus´); na části území později splynuly v š, ž (např. nošyč), někde splynuly v s, z
- zachování vokálu e (např. ešče, jemu) i vokálu o (např. kopec, noha); staré ó se změnilo na většině území na u (např. kuň)
- zachování skupiny aj, někde oj nebo ej (např. předaj/předoj, fčerajši)

b)	tvaroslovné znaky:
- sloveso „být“ má zpravidla tvar v 1. os. sg. sem/sym
- hlavní přízvuk trojslabičných a víceslabičných slov je na předposlední slabice
- znělá výslovnost párových souhlásek i na mezislovním předělu (např. g mostu, nuž ňechcu)
- na začátku slova výskyt pouze i- bez j- (např. ikra, idło)
- sufix –uv / -uf v gen. pl. maskulin (např. chłapuv, pekařuv)
- zakončení 1. os. pl. -my (např. my robimy)
- infinitivní zakončení na -ť/-c´/-č (např. ňesť, vołať)

c)	některé znaky slezského dialektu jsou společné s východomoravskými: 
- stopy po výskytu měkkých retnic pj, bj, mj (např. p´ena / pjena)
- asimilace sh- > zh- (např. zháňet, na zhledanó)

### Zařazení dialektu Frenštátska
Nářečí frenštátské oblasti spadá do jižní (moravské) podskupiny slezských nářečí, která zaujímá nevelkou oblast kolem Štramberku, Příboru a Frenštátu pod Radhoštěm. Bližší pohled na toto nářečí nalezneme v literatuře Dialektologie moravská (1886) od Františka Bartoše a Nářečí na Frenštátsku (1941) od rodáka Františka Horečky.
V Dialektologii moravské  uvádí Bartoš pro Frenštát tyto charakteristické znaky:
a)	Hláskosloví:
- Zachování vokálu e oproti jeho úžení v i ve spisovném jazyce – k tomuto jevu dochází zejména po hlásce l (např. zele, mleko)
- Měkčení hlásek de, te v dě, tě (např. tětka, otěc); hlásky s, z se na rozdíl od jiných oblastí valašského nářečí neměkčí. Existují také výjimky, kdy se uvedené hlásky nemění, a to: v ukazovací náměstce ten a dalších odvozeninách (např. telo), před vokálem e, který vznikl z oje – chudemu, bohateho atd., před vokálem e, který je vsuvný nebo pohybný – statek, hrotek, ve vok. a instr. sg. (např. žide, płotem), nebo v dalších slovních tvarech jako deset, delši, udeřiť, mładeněc apod.
- Změna hlásek st v sť v příčestí trpném – např. opustěny, omastěny. Na Frýdecku charakteristická hláska sc (např. opuscyny, omascyny).
- Infinitiv se mění z hlásek tť, dť v cť (např. vecť, kracť). Oproti tomu se např. ve Frýdlantě tyto hlásky změnily v sť (např. pomosť, pesť).
- Souhlásková proměna v v j – např. myjať (srov. ve spisovném jazyce mývati).
- Souhlásková proměna g v h – např. hdo, hde.

b) Tvarosloví:
- Charakteristické užívání gen. pl. ve spojení s číslovkami – např. ma dvuch bratruv.
- Přípona instr. pl. je nejčastěji y (např. s tymi synky, s mojimy bratry). V dalších oblastech lašského nářečí se vyskytují odlišnější koncovky, a to ama, ami, oma.
- Koncovka lok. pl. je och (např. o bratroch, o našich synkoch), ale také ach (např. očach, ušach).
- Zvláštnost tvarů číslovek pět-deset, např. dat. pěťom, instr. s deseťoma, ale i s pěťomi.

(pozn. Oblast Frenštátska popisuje Bartoš nejčastěji ve spojení také s Příborem a Štramberkem.)
Ačkoli nebyl Horečka filolog, zpracoval publikaci Nářečí na Frenštátsku  z lásky k oblasti a lidu, a také z důvodu, že dosud neexistoval žádný soustavný popis a rozbor místního nářečí. Proto popsal nářečí na základě publikací o nářečích moravskoslovenských, valašských a lašských, které srovnával s dialektem ve Frenštátě. 
Nářečí je popsáno na základě roviny hláskoslovné, tvaroslovné a skladby.
a) hláskosloví
- Krátkost vokálů není zcela absolutní. I když se lašské nářečí vyznačuje krátkostí, můžeme ve Frenšátě nalézt výjimky (např. maminkó, o jéj!; vlivem sousední valaštiny volál, dělál, přídu).
- Zachováno je také rozlišení dvojího l (tvrdé l, měkké ľ). To přispívá k významovému odlišení, ale také k rozlišování i-y (např. lež-ľež, maly-maľi).
- Z praslovanského dj zůstalo užití dz ve slovech jako hadzať, narodzeny, ukradeny apod., výjimkou je hovězi.
- Změny nenastaly u pračeských hlásek ý, ú, které se nezměnily ve dvojhlásky a u vokálu é, které se nezúžilo (např. stryček, dobry; sudca, oni idu; zeľe, tře).
- Aj zůstává zachováno (např. daj, vajco), v superlativu však dochází ke změně na ej (nejlepši).
- Slabičné r se v některých případech mění na er (ščerbina, ščerk).
- Typickým znakem je také měkčení hlásek de, te, ne v dě, tě, ně (např. němam, vedětě).
- V lok. pl. podstatných jmen není nikdy koncovka -och, nýbrž -ach (např. v zubach, po mužach).
- Ak. pl. maskulin se často u osobních jmen nahrazuje genitivem -  najali dvoch děľnikuv, mam tam znamych.
- Přízvuk se nachází na předposlední slabice: tatinek, kdě idětě?, do zahrady.

Dále jsou popsány další vokalické a konsonantické znaky, např. užití krátkého vokálu o místo ů – javorek, mostek, nebo také místo e – lico, vajco, avšak k této změně nedochází ve slovech jako lože, poľe. Dále se o zaměňuje v u např. v – kulik, pokuj; výskyt vkladného vokálu e ve slovech něsel, vedel; kmoter, věter. Z konsonantických změn je to např. c-ť: tisař, tihla; netýká se tvarů cicha, cin, cipeľ, k-g: cigan, ogurka, stromeg, ji-i: idu, iny, ikra. Časté je i vynechávání hlásek uprostřed slova – poď, přiť, prazny, pauk, masny, kery, kerak, lacny,usla, devatnast.
V části o tvoření slov jsou popsána mezi podstatnými jmény místní příjmení, která mohou být odvozena z povolání (např. Bača, Mynář), nebo podle místního původu (např. Bordovský, Tichavský), dále části města, názvy obyvatel okolních obcí apod. Ke všem slovním druhům jsou uvedena zakončení, kterých se v této oblasti užívá, včetně příkladů (např. neurčitá zájmena jsou tvořena sufixem –sik, např. kdosik, cosik; citoslovce jsou často zakončena na -y – jejdanečky, koš koš košenky, apod.)
b)	Tvarosloví
Kapitola o tvarosloví popisuje skloňování jmen, zájmen, číslovek, časování a slovesné třídy. Skloňování jmen se dělí podle kmenů do pěti kategorií: 1. mužské o-kmeny, 2. střední o-kmeny, 3. ženské a-kmeny, 4. i-kmeny, 5. kmeny souhláskové. Šestou kategorií jsou jména dvojího čísla (např. oči, uši). Časování je charakterizování poměrně stručně – příklady slovních tvarů neurčitého způsobu, imperativu, příčestí činného a trpného a podstatných jmen slovesných. Pro šest slovesných tříd jsou uváděny nejčastěji tvary 1. os. sg. a pl., 2. a 3. os. pl., imperativu, infinitivu a participia aktiva.
c)	Skladba
Úvodem kapitoly o skladbě odkazuje Horečka čtenáře na jiná odborná díla, ve kterých byla skladba odborně popsaná, např. na Bartoše a zvláště na Kellnera. On sám uvádí pouze ke každé vymezené části příklady vět:
1.	Část o větosloví dělí dále na věty neslovné (např. ticho tam o tym = nemluvte o tom), citoslovce ve větné platnosti (např. tož to prrr = to neudělám) a věty bezpodmětné (např. snilo se mu = zdálo se mu o něčem).
2.	Druhá část, již obsáhlejší, popisuje významosloví – tj. adjektiva v platnosti substantiv (např. je na dobrej = má dobrou náladu), zájmena ve větné platnosti (např. Viděl jsem tam tu jeho. = milou) a pády prosté a předložkové. Pádem prostým v akusativu je např. uči sa počta = počtům, v genitivu něchce se mi ničeho = nic mne netěší. S akusativem se pojí předložky jako na – např. nahladno = na lačný žaludek, předložka o – např. něni o to = nezáleží na tom, s, se – např. dej mu tam s korunku = asi korunu.
Druhá polovina Horečkovy publikace se věnuje rozsáhlému slovníku. Nechybí také krátké ukázky nářeční mluvy, které zachytil Horečka z mluvy místních obyvatel. Tématem jsou především pověsti – např. Pověsť o ľuľkyni, Očarovane kravy nebo Naš poklad.